# Liste der Kulturgüter in Rupperswil
Die Liste der Kulturgüter in Rupperswil enthält alle Objekte in der Gemeinde Rupperswil im Kanton Aargau, die gemäss der Haager Konvention zum Schutz von Kulturgut bei bewaffneten Konflikten, dem Bundesgesetz vom 20. Juni 2014 über den Schutz der Kulturgüter bei bewaffneten Konflikten sowie der Verordnung vom 29. Oktober 2014 über den Schutz der Kulturgüter bei bewaffneten Konflikten unter Schutz stehen.
Objekte der Kategorie A sind im Gemeindegebiet nicht ausgewiesen, Objekte der Kategorie B sind vollständig in der Liste enthalten, Objekte der Kategorie C fehlen zurzeit (Stand: 1. Januar 2023). Unter übrige Baudenkmäler sind weitere geschützte Objekte zu finden, die in der Bau- und Nutzungsordnung der Gemeinde verzeichnet und nicht bereits in der Liste der Kulturgüter enthalten sind.

## Kulturgüter
| Foto |                                                                           | Objekt                                         | Kat. | Typ | Standort                            | Beschreibung |
| ---- | ------------------------------------------------------------------------- | ---------------------------------------------- | ---- | --- | ----------------------------------- | --- |
| ja   | Datei hochladen · Wikidata zu Ehemalige Spinnerei und Weberei (Q28500816) | Ehemalige Spinnerei und Weberei KGS-Nr.: 09889 | B    | G   | Aarestrasse 29a–29b 651705 / 250939 | 1861 erbautes Fabrikgebäude im klassizistischen Stil. Monumentaler fünfgeschossiger Baukörper mit 25 Fensterachsen unter gestuftem Satteldach. 2003 Umnutzung für Wohnen und Dienstleistungsbetriebe. |
| ja   | Datei hochladen · Wikidata zu Villa Steiner (Q29580640)                   | Villa Steiner KGS-Nr.: 15729                   | B    | G   | Aarestrasse 20 651813 / 250855      | 1856 erbautes Herrenhaus im spätklassizistischen Stil. Dreigeschossiger Mauerbau unter flach geneigtem Walmdach; Mittelteil der Längsseiten ist mit Mezzanin und Dreieckgiebel überhöht.              |
| ja   | Datei hochladen · Wikidata zu Gasthof Bären (Q29580635)                   | Gasthof Bären KGS-Nr.: 15730                   | B    | G   | Aarauerstrasse 2 652092 / 250716    | 1793 erbauter Landgasthof im frühklassizistischen Stil. Breitbehäbiger zweigeschossiger Mauerbau mit Giebelründen und gequaderten Ecklisenen.                                                         |
| ja   | Datei hochladen · Wikidata zu Sodbrunnen (Q29580637)                      | Sodbrunnen KGS-Nr.: 15731                      | B    | K   | Kirchweg 652122 / 250637            | Vermutlich im 16. Jahrhundert östlich des Pfarrhauses errichteter Sodbrunnen. |

## Übrige Baudenkmäler
| ID  | Foto |                 | Objekt                        | Typ | Standort                 | Beschreibung |
| --- | ---- | --------------- | ----------------------------- | --- | ------------------------ | ------------ |
| 002 | BW   | Datei hochladen | Ausstattungstücke alte Kirche | K   | Kirchweg 652034 / 250639 |              |
| 004 | BW   | Datei hochladen | Kachelofen                    | K   | Heuweg 1 652171 / 250290 |              |